# Vanleer
Vanleer és una població dels Estats Units a l'estat de Tennessee. Segons el cens del 2000 tenia 310 habitants.

## Demografia
Segons el cens del 2000, Vanleer tenia 310 habitants, 124 habitatges, i 90 famílies. La densitat de població era de 193,1 habitants/km².
Dels 124 habitatges en un 28,2% hi vivien nens de menys de 18 anys, en un 56,5% hi vivien parelles casades, en un 12,1% dones solteres, i en un 27,4% no eren unitats familiars. En el 25,8% dels habitatges hi vivien persones soles el 12,9% de les quals corresponia a persones de 65 anys o més que vivien soles. El nombre mitjà de persones vivint en cada habitatge era de 2,5 i el nombre mitjà de persones que vivien en cada família era de 2,88.
Per edats la població es repartia de la següent manera: un 21% tenia menys de 18 anys, un 7,7% entre 18 i 24, un 27,1% entre 25 i 44, un 24,8% de 45 a 60 i un 19,4% 65 anys o més.
L'edat mediana era de 40 anys. Per cada 100 dones de 18 o més anys hi havia 99,2 homes.
La renda mediana per habitatge era de 26.607 $ i la renda mediana per família de 30.500 $. Els homes tenien una renda mediana de 25.938 $ mentre que les dones 26.250 $. La renda per capita de la població era de 20.572 $. Entorn del 28,7% de les famílies i el 26,3% de la població estaven per davall del llindar de pobresa.

## Poblacions més properes
El següent diagrama mostra les poblacions més properes.